# Raumabanan

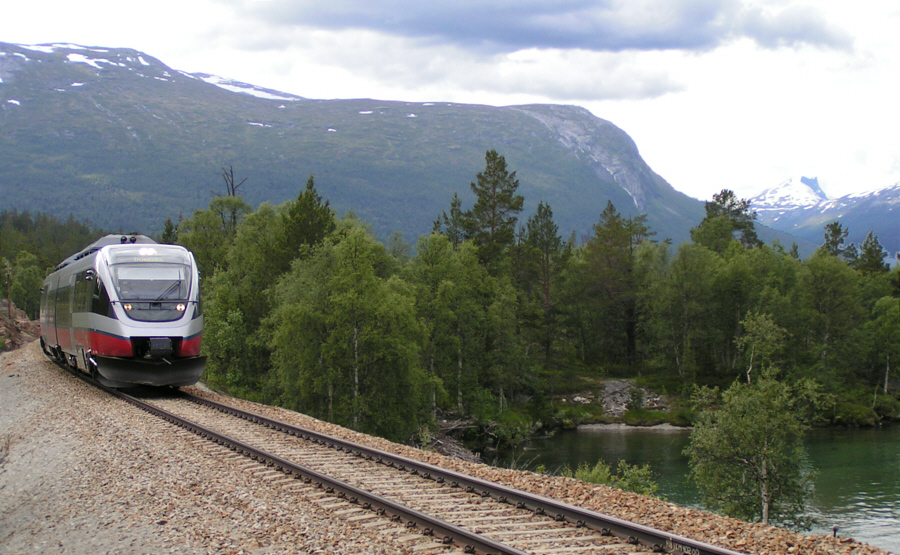
Dieselmotorvagn av typ 93 i närheten av Bjorli.

Raumabanan (norska: Raumabanen) är en 114,2 kilometer lång järnväg mellan Dombås (station på Dovrebanan) och Åndalsnes i Norge. Banan slutfördes 1924 och är inte elektrifierad. Den passerar nära Trollväggen och går genom Romsdalen, parallellt med Raumaälven. Persontrafiken körs sedan juni 2020 av SJ Norge.
Antalet stationer var ursprungligen tolv. Numera stannar persontågen på fem stationer, varav tre är bemannade.[källa behövs]
Den har omnämnts som en av Europas tio vackraste järnvägar.